# 吉岡悟
吉岡 悟（よしおか さとる、1949年4月14日 - ）は、富山県中新川郡上市町出身の元プロ野球選手（内野手）・解説者。
妻は平和台野球場で場内アナウンスを担当していた。

## 来歴・人物
富山商業では3年次の1967年、4番打者、二塁手として甲子園に春夏連続出場。春の選抜では1回戦で熊本工業に敗れる。夏の選手権は3回戦で優勝校の習志野高に敗退。
卒業後は住友金属工業に就職が内定していたが、同年秋のドラフト10位で東京オリオンズに入団。当時は正二塁手に山崎裕之が在籍していたため、なかなか一軍には定着できなかった。しかし1973年には5試合に二塁手として先発出場を果たす。
1975年に菊川昭二郎との交換トレードで太平洋クラブライオンズへ移籍し、同年は二塁手としてオリオンズ時代の総出場数を超える69試合に出場、うち20試合は先発として起用される。1976年には基満男の負傷欠場もあって、5月から二塁手のレギュラーを獲得しチャンスメーカーとして活躍。6月20日の日本ハム戦（後楽園）では1試合に3三塁打を放ち、その後も夏場に打率を3割台に乗せると、他球団の主軸が成績を落とす中でもしぶとく打率を維持。打率.309で首位打者を獲得し、前年3位から一転して最下位に終わったチームに明るい話題をもたらしたほか、同年のベストナインにも選出された。なおパ・リーグでは1958年に前身の西鉄中西太が記録した.314を下回る史上最低打率での首位打者タイトル獲得となったうえ、2023年に頓宮裕真（オリックス・バファローズ）が.307で更新するまでパリーグ首位打者の最低打率記録だった。
球団名が「クラウンライターライオンズ」となった1977年は打率が.228まで落ち、リーグ28位に転落。本塁打は2本から6本に増えて非力からは脱却したかに見えたが、前年には13本放っていた三塁打が1本に減少。他球団のマークが厳しくなり、内角の速球に苦しんだのが原因であった。
球団が所沢に移転して「西武ライオンズ」となった1979年は一軍キャンプがフロリダで行われる中、自身は二軍のグアムキャンプからのスタートなって奮起。「よし、やってやるぞ」と連日自ら買って出て特打をする張り切りぶりであったが、開幕後のチームは二塁手のポジションを固定できず、伊原春樹・金城致勲・大原徹也と日替わりで起用していたが、いずれも結果が出ず4月15日の日本ハム戦（西武）でようやく吉岡に出番がまわってきた。この試合で9番打者、二塁手として先発出場すると4試合連続で先発起用されたが、この4試合で計9打数1安打と打撃で全く結果を残せず、その後は代走として出場機会はあったものの5月7日のロッテ戦（西武）を最後に二軍へ降格。6月、行沢久隆との交換トレードで日本ハムファイターズに移籍。ロッテ時代に二軍監督であった大沢啓二監督の下で再起を図り、7月4日の南海戦（大阪）に9番打者、二塁手で移籍後初出場。5打数3安打と結果を残すと、同10日のロッテ戦（後楽園）では仁科時成から1年ぶりの本塁打を放ち、これが現役最後の本塁打となった。
左の代打の切り札として重宝されたが、1980年からは若手の台頭もあって次第に出番が減少し、優勝した1981年は安打が8月9日の阪急戦（西宮）で放った1本に終わる。9月3日の近鉄戦（後楽園）が最後の出場となり、同年シーズンオフに戦力外通告を受けて引退。
引退後は再び博多に戻ったが、東北放送ラジオ「TBCダイナミックナイター」に解説者として出演。2005年に東北楽天ゴールデンイーグルスが発足して以後の「イーグルスナイター→パワフルベースボール」には出演していない。

## 詳細情報

### 年度別打撃成績
| 年 度     | 球 団                | 試 合 | 打 席 | 打 数 | 得 点 | 安 打 | 二 塁 打 | 三 塁 打 | 本 塁 打 | 塁 打 | 打 点 | 盗 塁 | 盗 塁 死 | 犠 打 | 犠 飛 | 四 球 | 敬 遠 | 死 球 | 三 振 | 併 殺 打 | 打 率 | 出 塁 率 | 長 打 率 | O P S |
| --------- | -------------------- | ----- | ----- | ----- | ----- | ----- | -------- | -------- | -------- | ----- | ----- | ----- | -------- | ----- | ----- | ----- | ----- | ----- | ----- | -------- | ----- | -------- | -------- | ----- |
| 1969      | ロッテ               | 2     | 2     | 2     | 0     | 0     | 0        | 0        | 0        | 0     | 0     | 0     | 0        | 0     | 0     | 0     | 0     | 0     | 1     | 0        | .000  | .000     | .000     | .000  |
| 1970      | ロッテ               | 1     | 1     | 0     | 0     | 0     | 0        | 0        | 0        | 0     | 0     | 0     | 0        | 0     | 0     | 1     | 0     | 0     | 0     | 0        | ----  | 1.000    | ----     | 1.000 |
| 1971      | ロッテ               | 10    | 11    | 10    | 4     | 2     | 0        | 1        | 0        | 4     | 0     | 0     | 0        | 0     | 0     | 1     | 0     | 0     | 2     | 0        | .200  | .273     | .400     | .673  |
| 1972      | ロッテ               | 4     | 2     | 1     | 0     | 0     | 0        | 0        | 0        | 0     | 0     | 0     | 0        | 0     | 0     | 1     | 0     | 0     | 1     | 0        | .000  | .500     | .000     | .500  |
| 1973      | ロッテ               | 45    | 23    | 20    | 6     | 4     | 0        | 0        | 1        | 7     | 1     | 2     | 5        | 0     | 0     | 2     | 0     | 1     | 6     | 0        | .200  | .304     | .350     | .654  |
| 1974      | ロッテ               | 4     | 13    | 12    | 2     | 3     | 1        | 1        | 0        | 6     | 2     | 0     | 1        | 0     | 0     | 1     | 0     | 0     | 1     | 0        | .250  | .308     | .500     | .808  |
| 1975      | 太平洋 クラウン 西武 | 69    | 112   | 105   | 14    | 23    | 5        | 1        | 2        | 36    | 7     | 4     | 2        | 3     | 0     | 3     | 0     | 1     | 16    | 0        | .219  | .248     | .343     | .591  |
| 1976      | 太平洋 クラウン 西武 | 110   | 427   | 382   | 59    | 118   | 13       | 13       | 2        | 163   | 24    | 11    | 12       | 16    | 3     | 23    | 0     | 3     | 50    | 1        | .309  | .350     | .427     | .777  |
| 1977      | 太平洋 クラウン 西武 | 114   | 424   | 387   | 44    | 88    | 14       | 1        | 6        | 122   | 36    | 15    | 2        | 12    | 2     | 21    | 0     | 2     | 43    | 7        | .227  | .269     | .315     | .585  |
| 1978      | 太平洋 クラウン 西武 | 100   | 223   | 207   | 19    | 49    | 2        | 2        | 0        | 55    | 12    | 3     | 7        | 7     | 0     | 7     | 2     | 2     | 14    | 2        | .237  | .269     | .266     | .534  |
| 1979      | 太平洋 クラウン 西武 | 15    | 19    | 19    | 2     | 2     | 0        | 0        | 0        | 2     | 0     | 1     | 0        | 0     | 0     | 0     | 0     | 0     | 2     | 1        | .105  | .105     | .105     | .210  |
| 1979      | 日本ハム             | 40    | 103   | 101   | 11    | 23    | 5        | 0        | 1        | 31    | 4     | 3     | 1        | 0     | 0     | 2     | 0     | 0     | 10    | 1        | .228  | .243     | .307     | .550  |
| '79計     | 日本ハム             | 55    | 122   | 120   | 13    | 25    | 5        | 0        | 1        | 33    | 4     | 4     | 1        | 0     | 0     | 2     | 0     | 0     | 12    | 2        | .208  | .221     | .275     | .496  |
| 1980      | 日本ハム             | 14    | 13    | 11    | 3     | 1     | 0        | 0        | 0        | 1     | 3     | 0     | 0        | 0     | 2     | 0     | 0     | 0     | 2     | 1        | .091  | .077     | .091     | .168  |
| 1981      | 日本ハム             | 18    | 14    | 12    | 3     | 1     | 0        | 0        | 0        | 1     | 0     | 0     | 1        | 0     | 0     | 2     | 0     | 0     | 2     | 0        | .083  | .214     | .083     | .297  |
| 通算:13年 | 通算:13年            | 546   | 1387  | 1269  | 167   | 314   | 40       | 19       | 12       | 428   | 89    | 39    | 31       | 38    | 7     | 64    | 2     | 9     | 150   | 13       | .247  | .287     | .337     | .624  |

- 各年度の太字はリーグ最高
- 太平洋（太平洋クラブライオンズ）は、1977年にクラウン（クラウンライターライオンズ）、1979年に西武（西武ライオンズ）に球団名を変更

### タイトル
- 首位打者：1回（1976年）

### 表彰
- ベストナイン：1回（1976年：二塁手部門）

### 記録
- 初出場：1969年8月13日、対近鉄バファローズ17回戦（東京スタジアム）、9回裏に成田文男の代打として出場、岡田光雄の前に凡退
- 初先発出場：1971年9月9日、対東映フライヤーズ22回戦（東京スタジアム）、2番・二塁手で先発出場
- ゲーム最多三塁打 3：1976年6月20日、対日本ハムファイターズ前期10回戦（後楽園球場）※日本記録・パ・リーグ記録

### 背番号
- 31（1968年 - 1974年）
- 22（1975年 - 1978年）
- 8（1979年 - 1979年途中）
- 4（1979年途中 - 1981年）